# Lasse Mårtensgård
Lars (Lasse) Bertil Mårtensgård, född 30 maj 1947 i Söderhamn, död 20 mars 2017 i Söderhamn, var en svensk journalist och författare.
Mårtensgård var son till den siste chefredaktören för Söderhamns Tidning, Roland Mårtensgård, och började redan som 13-åring att verka som skribent. Han avlade studentexamen på reallinjen vid Staffanskolan i Söderhamn 1968. Under gymnasieåren hade han dragits in i vänsterrörelsen och fått ett stort intresse för arkitektur. Eftersom hans betyg var otillräckliga för arkitektutbildningen satsade han dock på studier vid journalisthögskolan. Efter avlagd examen där flyttade han till Enköping, där hustrun Marjut fått arbete, men eftersom han misslyckades med att få jobb på Enköpings-Posten började han i stället att jobba på Bahco. År 1977 blev han dock journalist på Söderhamns-Hälsingekuriren, där han stannade till pensioneringen 2014. Han var känd som lokalhistorisk skribent och författade flera böcker i detta ämne. Han  översatte även Hunter S. Thompsons bok Fear and Loathing in Las Vegas: A Savage Journey to the Heart of the American Dream till svenska ("Las Vegas: en grym resa till hjärtat av den amerikanska drömmen", Tidens förlag, 1980).
Han är begravd på Söderhamns kyrkogård.